# Трансаравийский нефтепровод

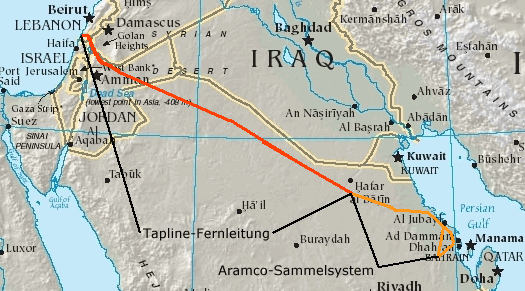
Трансаравийский нефтепровод

Трансаравийский нефтепровод (также известен под названием «Таплайн» — англ. Tapline, сокр. от Trans-Arabian Pipeline) — нерабочий ныне нефтепровод, который пролегал от Аль-Кайсума в Саудовской Аравии до Сидона в Ливане. Он служил важной частью мировой нефтяной торговли, американской и внутриближневосточной политики в период своего существования, а также способствовал экономическому развитию Ливана.

## История
Строительство Трансаравийского трубопровода началось в 1947 году и велось, в основном, под руководством американской компании Bechtel. Первоначально он должен был заканчиваться в Хайфе которая находилась тогда под британским мандатом в Палестине, но в связи с созданием государства Израиль, был выбран альтернативный маршрут через Сирию (Голанские высоты) в Ливан с портовым терминалом в Сидоне. Перекачивание нефти по трубопроводу началось в 1950 году.
С 1967 года в результате Шестидневной войны, часть трубопровода, которая пролегала через Голанские высоты перешла под израильский контроль, но израильтяне не перекрыли трубопровод. После нескольких лет постоянных диспутов между Саудовской Аравией, Сирией и Ливаном о транзитных сборах, появления нефтяных супертанкеров, и аварий на нефтепроводе, часть линии севернее Иордании прекратила функционировать в 1976 году. Оставшаяся часть нефтепровода между Саудовской Аравией и Иорданией продолжала транспортировать небольшие объёмы нефти вплоть до 1990 года, когда Саудовская Аравия прекратила поставки в ответ на нейтралитет Иордании во время первой войны в Персидском заливе. Сегодня вся линия непригодна для транспортировки нефти.

## Технологии строительства
Из-за нестандартных условий климата Аравийского полуострова по пути прокладки были пробурены 52 водные скважины. При его строительстве впервые был проведен избирательный рентгенографический контроль сварных швов.

## Технические характеристики
Трубопровод имел протяжённость 1214 километров (754 миль) и диаметр трубы 30 дюймов (760 мм). Когда он только был построен, это был крупнейший нефтепровод в мире. Его первоначальная пропускная способность была 300 000 баррелей в сутки (48 000 м³/сутки), с добавлением ещё нескольких насосных станций она повысилась до около 500 000 баррелей в сутки (79 000 м³/сутки). Хотя трубопровод считался новаторским и инновационные на время своей постройки, если бы он был задействован до сих пор, он считался бы устаревшим — большинство современных магистральных трубопроводов, построенных в начале второй половины XX века, имеют диаметр 42 или 48 дюймов и, следовательно, в состоянии транспортировать значительно больше сырой нефти в день, чем Tapline в период своего расцвета. Нефть в трубопровод поставлялась с месторождений вблизи Абкаика.
Коридор Tapline остался потенциальным экспортным путём для экспорта нефти из Персидского залива в Европу и США. По крайней мере одна оценка показала, что транспортные расходы на экспорт нефти с помощью Tapline через Хайфу в Европу будут стоить на 40 % меньше, чем доставка танкерами через Суэцкий канал. В начале 2005 года, восстановление Tapline стоимостью от 100 до 300 миллионов долларов США было одним из стратегических вариантов рассматривавшимся иорданским правительством для удовлетворения потребности в нефти.

## Компании контролировавшие нефтепровод
Нефтепровод был построен и управлялся Trans-Arabian Pipeline Company. Она, в свою очередь, была основана как совместное предприятие компаний Standard Oil штата Нью-Джерси (ныне ExxonMobil), Standard Oil штата Калифорния (ныне Chevron), The Texas Company (более известный как «Texaco», в настоящее время часть компании «Chevron»), и Socony-Vacuum Oil Company (ныне ExxonMobil), однако, в результате стала дочерней компанией Saudi Aramco. Дочерняя компания продолжала обслуживать нефтепровод без перекачки нефти до 2002 года.